# Principio pro homine
El principio pro homine o pro personae o pro persona, es un relevante criterio interpretativo que establece que toda autoridad perteneciente al poder judicial, legislativo o ejecutivo debe aplicar la norma o la interpretación más favorable a la persona o a la comunidad, en toda emisión de actos, resoluciones o normas que traten o en que se considere la protección o la limitación de Derechos Humanos, la cual debe ser la más amplia en el primer caso o la menos restrictiva, en el segundo.

## Concepto
El principio pro homine implica que la interpretación jurídica siempre debe buscar el mayor beneficio para el ser humano, es decir, que debe acudirse a la norma más amplia o a la interpretación extensiva cuando se trata de derechos protegidos y, por el contrario, a la norma o a la interpretación más restringida, cuando se trata de establecer límites a su ejercicio, se contempla en los artículos 29 de la Convención Americana sobre Derechos Humanos en la que especifica: “Ninguna disposición de la presente Convención puede ser interpretada en el sentido de:
- Permitir a alguno de los Estados Partes, grupo o persona, suprimir el goce y ejercicio de los derechos y libertades reconocidos en la Convención o limitarlos en mayor medida que la prevista en ella;
- Limitar el goce y ejercicio de cualquier derecho o libertad que pueda estar reconocido de acuerdo con las leyes de cualquiera de los Estados Partes o de acuerdo con otra convención en que sea parte uno de dichos Estados;
- Excluir otros derechos y garantías que son inherentes al ser humano o que se derivan de la forma democrática representativa de gobierno, y
- Excluir o limitar el efecto que puedan producir la Declaración Americana de Derechos y Deberes del Hombre y otros actos internacionales de la misma naturaleza” y el 5 del Pacto Internacional de Derechos Civiles y Políticos en el que establece lo siguiente:
- Ninguna disposición del presente Pacto podrá ser interpretada en el sentido de conceder derecho alguno a un Estado, grupo o individuo para emprender actividades o realizar actos encaminados a la destrucción de cualquiera de los derechos y libertades reconocidos en el Pacto o a su limitación en mayor medida que la prevista en él.
- No podrá admitirse restricción o menoscabo de ninguno de los derechos humanos fundamentales reconocidos o vigentes en un Estado Parte en virtud de leyes, convenciones, reglamentos o costumbres, sin pretexto de que el presente Pacto no los reconoce o los reconoce en menor grado”, publicados en el Diario Oficial de la Federación el siete y veinte de mayo de mil novecientos ochenta y uno, respectivamente. Ahora bien, como dichos tratados forman parte de la Ley Suprema de la Unión, conforme al artículo 133 constitucional, es claro que el citado principio debe aplicarse de forma obligatoria."

## Criterio del principio pro homine
Aunado a esto, el principio pro homine, incorporado en múltiples tratados internacionales, es un criterio hermenéutico que coincide con el rasgo fundamental de los derechos humanos, por virtud del cual debe estarse siempre a favor de la persona e implica que debe acudirse a la norma más amplia o a la interpretación extensiva.

## Formas de aplicación para Humberto Henderson
El principio pro homine tiene varias formas de aplicación, entre las que se destacan: 
En primer lugar, en los casos en los cuales está en juego la aplicación de varias normas relativas a derechos humanos, debe aplicarse aquella que contenga protecciones mejores o más favorables para el individuo.
En segundo lugar, en casos en los cuales se está en presencia de una sucesión de normas, debe entenderse que la norma posterior no deroga la anterior si esta consagra protecciones mejores o mayores que deben conservarse para las personas.
En tercer lugar, cuando se trate de la aplicación de una norma, debe siempre interpretarse en la forma que mejor tutele a la persona.

## Relación con la Reforma Constitucional mexicana en materia de Derechos Humanos
A partir de esto, podemos tomar en cuenta la reforma constitucional en materia de derechos humanos, publicada en el Diario Oficial de la Federación del 10 de junio de 2011, en la que ofrece varias novedades importantes, las cuales pueden cambiar de manera profunda la forma de concebir, interpretar y aplicar tales derechos en México.
Las principales novedades, dicho de forma telegráfica, son las siguientes:
La denominación del Capítulo I del Título Primero de la Constitución cambia, dejando atrás (al menos en parte) el concepto de "garantías individuales”. A partir de la reforma se llama “De los derechos humanos y sus garantías”. La expresión derechos humanos es mucho más moderna que la de garantías individuales y es la que se suele utilizar en el ámbito del derecho internacional.
Con base en esto, podemos decir que los derechos humanos son el conjunto de facultades e instituciones que, en cada momento histórico, concretan las exigencias de la dignidad, la libertad y la igualdad humanas, las cuales deber ser reconocidas positivamente por los ordenamientos jurídicos a escala nacional e internacional. 
Facultades que implican que los derechos humanos son algo más que un anhelo de la humanidad. Son el fundamento filosófico y jurídico de las sociedades contemporáneas que concretan sus exigencias éticas dentro de un contexto histórico determinado.

## Fundamentación
Ahora bien, a partir de su fundamentación, su fuente desde una óptica ontológica es la dignidad del hombre frente al poder del Estado. Encuentran su fundamento inmediato en derechos inalienables que hacen referencia a bienes universalmente valiosos, como el derecho a la vida. 
Así concebidos, los derechos humanos son universales e indivisibles; lo primero, porque se predican del hombre; lo segundo, porque los derechos civiles y políticos han de ser efectivos, del mismo modo que los derechos económicos, sociales y culturales han de ser garantizados por los Estados. 
Los derechos humanos interesan hoy no sólo en el plano de las Constituciones de los Estados sino también en el del derecho internacional, ya su protección, en cuanto garantía de la integridad moral y física de toda persona, ha quedado recogida tanto en los ordenamientos constitucionales como en el orden jurídico internacional. 

## Fundamentación en cuanto a los derechos fundamentales
En cuanto a los derechos fundamentales podemos decir que Luis Ferrajoli sostiene que los derechos fundamentales son “todos aquellos derechos subjetivos que corresponden universalmente a ‘todos’ los seres humanos en cuanto dotados del status de personas, de ciudadanos o de personas con capacidad de obrar”. El propio autor aclara que por derecho subjetivo debe entenderse “cualquier expectativa positiva (de prestaciones) o negativa (de no sufrir lesiones) adscrita a un sujeto por una norma jurídica”, mientras que por estatus debemos entender “la condición de un sujeto, prevista asimismo por una norma jurídica positiva, como presupuesto de su idoneidad para ser titular de situaciones jurídicas y/o autor de los actos que son ejercicio de éstas”.
En otras palabras, no se trata de una definición dogmática, es decir, formulada con referencia a las normas de un ordenamiento concreto, como por ejemplo, la Constitución italiana o la española. Conforme a esto, diremos que son ‘fundamentales’ los derechos adscritos por un ordenamiento jurídico a todas las personas físicas en cuanto tales, en cuanto ciudadanos o en cuanto capaces de obrar. 
Como conclusión podemos decir que el principio pro homine debe entenderse como la aplicación preferente de la norma más favorable a la persona humana en el que establece un orden de preferencia normativo e interpretativo, pues se debe acudir a la norma o la interpretación más amplia, e inversamente, a la norma más restringida cuando se trata de establecer de manera permanente el ejercicio de los derechos.

## Elaborar una Demanda de Derechos Humanos con el principio Pro homine
Al elaborar una Demanda de Derechos Humanos y para hacer referencia al principio pro homine es de destacar que al redactar en el escrito que has de presentar hagas investigación previa de jurisprudencia en la materia de Derechos Humanos contemplada, todos los tipos de Pronunciamientos usándolos y así como de los informes que encuentres claro aprovechando siempre la argumentación que realices, recuerda que esta la preeminencia de Constitución sobre la Norma Reglamentaria, la que siempre tendrá la aplicación más favorable al individuo (o sea el principio Pro Homine) y este será el medio de control difuso. Aplicado al artículo Primero de la Constitución Política de los Estados Unidos Mexicanos ya que esta tendrán que versar en la Universalidad y Progresividad Evolutiva en Materia de Derechos Humanos. Antes citados en la Carta Magna ya citada como Garantías Individuales hoy son todos Derechos humanos y con la aplicación del artículo 133 se abre con esa llave una puerta de inmensas posibilidades y Garantías que limitaba por cuestiones de poder. Esta apertura ha puesto a temblar y hará estragos a los Gobernantes pues ya desaparecerán los límites del pueblo para hacer efectivos los derechos consagrados y que fueron pisoteados por esas autoridades.